# Премилкуоре
Премилкуоре (итал. Premilcuore) је насеље у Италији у округу Форли-Чезена, региону Емилија-Ромања.
Према процени из 2011. у насељу је живело 613 становника. Насеље се налази на надморској висини од 476 м.

## Становништво
| 1951. | 1961. | 1971. | 1981. | 1991. | 2001. | 2011. |
| ----- | ----- | ----- | ----- | ----- | ----- | ----- |
| 3.115 | 2.060 | 1.246 | 1.062 | 951   | 889   | 803   |